# Sanah
 (mars 2022).
Si vous disposez d'ouvrages ou d'articles de référence ou si vous connaissez des sites web de qualité traitant du thème abordé ici, merci de compléter l'article en donnant les références utiles à sa vérifiabilité et en les liant à la section « Notes et références ».
Zuzanna Irena Grabowska (née le 2 septembre 1997), connue professionnellement sous le nom de sanah (stylisée en minuscules), est une auteure-compositrice-interprète polonaise. Elle a acquis une popularité nationale en 2020, avec la sortie de son single Szampan, qui est devenu un hit numéro un en Pologne. Elle a ensuite sorti son premier album studio Królowa dram (2020), qui a culminé au numéro un en Pologne.

## 2019-2020: débuts de carrière et Królowa dram
Née Jurczak à Varsovie, elle est diplômée de l'Université de musique Frederic Chopin en 2019, obtenant son diplôme de musique avec une spécialisation en violon. Après avoir obtenu son diplôme, elle a commencé une carrière musicale et a été signée chez Magic Records. Sa première pièce de théâtre prolongée Ja na imię niewidzialna mam est sortie en octobre 2019. En janvier 2020, elle a reçu trois nominations aux Fryderyk Awards 2020, l'équivalent polonais des Grammys.
Elle a sorti le single Szampan en janvier 2020, qui est devenu un hit numéro un en Pologne. Il a été suivi du single Melodia, qui a également atteint le numéro un. Son premier album studio Królowa dram est sorti plus tard en mai 2020, qui est devenu son premier album en tête des charts dans son pays d'origine.

## Depuis 2021: Irenka
Sanah a sorti son deuxième album studio Irenka en mai 2021. Il est devenu l'album numéro un en Pologne.

## Discographie
- 2020 : Królowa dram
- 2021 : Irenka
- 2022 : Uczta
- 2022 : Sanah śpiewa poezyje
- 2024 : Kaprysy